# William Botting Hemsley
Pour les articles homonymes, voir Hemsley.
 (décembre 2024).
William Botting Hemsley, né le 29 décembre 1843 à East Hoathly dans le Sussex et mort le 7 octobre 1924  à Broadstairs dans le Kent, est un botaniste britannique.

## Biographie
Il est gardien aux Jardins botaniques royaux de Kew en 1860, assistant à l’herbier des Jardins de 1865 à 1867 puis de 1883 à 1908. Il est membre de la Royal Society en 1889, associé à la Société linnéenne de Londres en 1875 puis membre en 1896. Il reçoit un doctorat honorifique à Aberdeen en 1913. Il reçoit la médaille d’honneur de la reine Victoria en 1909.

## Publications
Hemsley est l’auteur de :
- Handbook of Hardy Trees, Shrubs and Herbaceous Plants (1877),
- Diagnoses Plantarum Novarum (1878-1880),
- Biologia Centrali-americana, Botany (cinq volumes, 1879-1888),
- Report on Scientific Results of Voyage of HMS Challenger, Botany (1885), avec Francis Blackwell Forbes (1839-1908)
- Enumeration of all Plants known from China (1886 et 1895).

## Hommages
Alfred Cogniaux (1841-1916) lui dédie en 1888 le genre Hemsleya de la famille des Cucurbitaceae.